# نووکوچکیلدینو
نووکوچکیلدینو (به لاتین: Novokochkildino) یک منطقهٔ مسکونی در روسیه است که در باشقیرستان واقع شده‌است.